# Dorfmanita
La dorfmanita és un mineral de la classe dels fosfats. Rep el nom en honor de Moisei Davidovich Dorfman (Моисея Давыдовича Дорфмана) (2 de febrer de 1908 - 11 de novembre de 2006), mineralogista rus del Museu Mineralògic A.E. Fersman (Moscou). Va ser investigador dels minerals de Jibiny i va anunciar per primera vegada un fosfat de sodi l'any 1963. Va ajudar a descriure moltes espècies minerals.

## Característiques
La dorfmanita és un fosfat de fórmula química Na₂(PO₃OH)(H₂O)₂. Va ser aprovada com a espècie vàlida per l'Associació Mineralògica Internacional l'any 1979, i la primera publicació data del 1980. Cristal·litza en el sistema ortoròmbic. La seva duresa a l'escala de Mohs es troba entre 1 i 1,5, sent un mineral molt tou.
Segons la classificació de Nickel-Strunz, la dorfmanita pertany a «02.CJ: Fosfats sense anions addicionals, amb H₂O, només amb cations de mida gran» juntament amb els següents minerals: estercorita, mundrabil·laïta, swaknoïta, nabafita, nastrofita, haidingerita, vladimirita, ferrarisita, machatschkiïta, faunouxita, rauenthalita, brockita, grayita, rabdofana-(Ce), rabdofana-(La), rabdofana-(Nd), tristramita, smirnovskita, ardealita, brushita, churchita-(Y), farmacolita, churchita-(Nd), mcnearita, sincosita, bariosincosita, catalanoïta, guerinita i ningyoïta.

## Formació i jaciments
Va ser descrita gràcies a les mostres obtingudes en dues muntanyes del massís de Khibini (óblast de Múrmansk, Rússia): els monts Iukspor i Koaixva. Encara a Rússia també ha estat descrita al mont Kukisvumtxorr (Jibiny), així com en altres muntanyes del proper massís de Lovozero. Fora del país euroasiàtic també ha estat trobada a Àustria, Canadà i Groenlàndia.